# Comuna Gheorghe Doja, Mureș
Gheorghe Doja (în maghiară: Dózsa György sau Lukafalva) este o comună în județul Mureș, Transilvania, România, formată din satele Gheorghe Doja (reședința), Ilieni, Leordeni, Satu Nou și Tirimia.

## Demografie
Componența etnică a comunei Gheorghe Doja
     Maghiari (70,85%)
     Români (19,93%)
     Romi (3,35%)
     Alte etnii (0,1%)
     Necunoscută (5,77%)
Componența confesională a comunei Gheorghe Doja
     Reformați (59,98%)
     Ortodocși (18,25%)
     Fără religie (4,42%)
     Romano-catolici (4,29%)
     Martori ai lui Iehova (2,55%)
     Adventiști (1,23%)
     Penticostali (1,1%)
     Alte religii (1,58%)
     Necunoscută (6,61%)
Conform recensământului efectuat în 2021, populația comunei Gheorghe Doja se ridică la 3.101 locuitori, în creștere față de recensământul anterior din 2011, când fuseseră înregistrați 2.982 de locuitori. Majoritatea locuitorilor sunt maghiari (70,85%), cu minorități de români (19,93%) și romi (3,35%), iar pentru 5,77% nu se cunoaște apartenența etnică. Din punct de vedere confesional, majoritatea locuitorilor sunt reformați (59,98%), cu minorități de ortodocși (18,25%), fără religie (4,42%), romano-catolici (4,29%), martori ai lui Iehova (2,55%), adventiști (1,23%) și penticostali (1,1%), iar pentru 6,61% nu se cunoaște apartenența confesională.

## Politică și administrație
Comuna Gheorghe Doja este administrată de un primar și un consiliu local compus din 13 consilieri. Primarul, Tibor Iszlai[*], de la Uniunea Democrată Maghiară din România, este în funcție din 2000. Începând cu alegerile locale din 2024, consiliul local are următoarea componență pe partide politice:
|  | Partid                                 | Consilieri | Componența Consiliului | Componența Consiliului | Componența Consiliului | Componența Consiliului | Componența Consiliului | Componența Consiliului | Componența Consiliului | Componența Consiliului | Componența Consiliului |
|  | -------------------------------------- | ---------- | ---------------------- | ---------------------- | ---------------------- | ---------------------- | ---------------------- | ---------------------- | ---------------------- | ---------------------- | ---------------------- |
|  | Uniunea Democrată Maghiară din România | 9          |                        |                        |                        |                        |                        |                        |                        |                        |                        |
|  | Partidul Național Liberal              | 2          |                        |                        |                        |                        |                        |                        |                        |                        |                        |
|  | Alianța pentru Unirea Românilor        | 1          |                        |                        |                        |                        |                        |                        |                        |                        |                        |
|  | Alianța Maghiară din Transilvania      | 1          |                        |                        |                        |                        |                        |                        |                        |                        |                        |

## Atracții turistice
- Biserica reformată din satul Gheorghe Doja
- Biserica reformată din satul Leordeni

## Obiectiv memorial
Cimitirul Eroilor Români din Al Doilea Război Mondial din satul Leordeni, amplasat în curtea Bisericii Reformate-Calvine, a fost amenajat în anul 1944 și restaurat în 1978. În acest cimitir sunt înhumați 37 de eroi cunoscuți și 6 eroi necunoscuți.

## Imagini

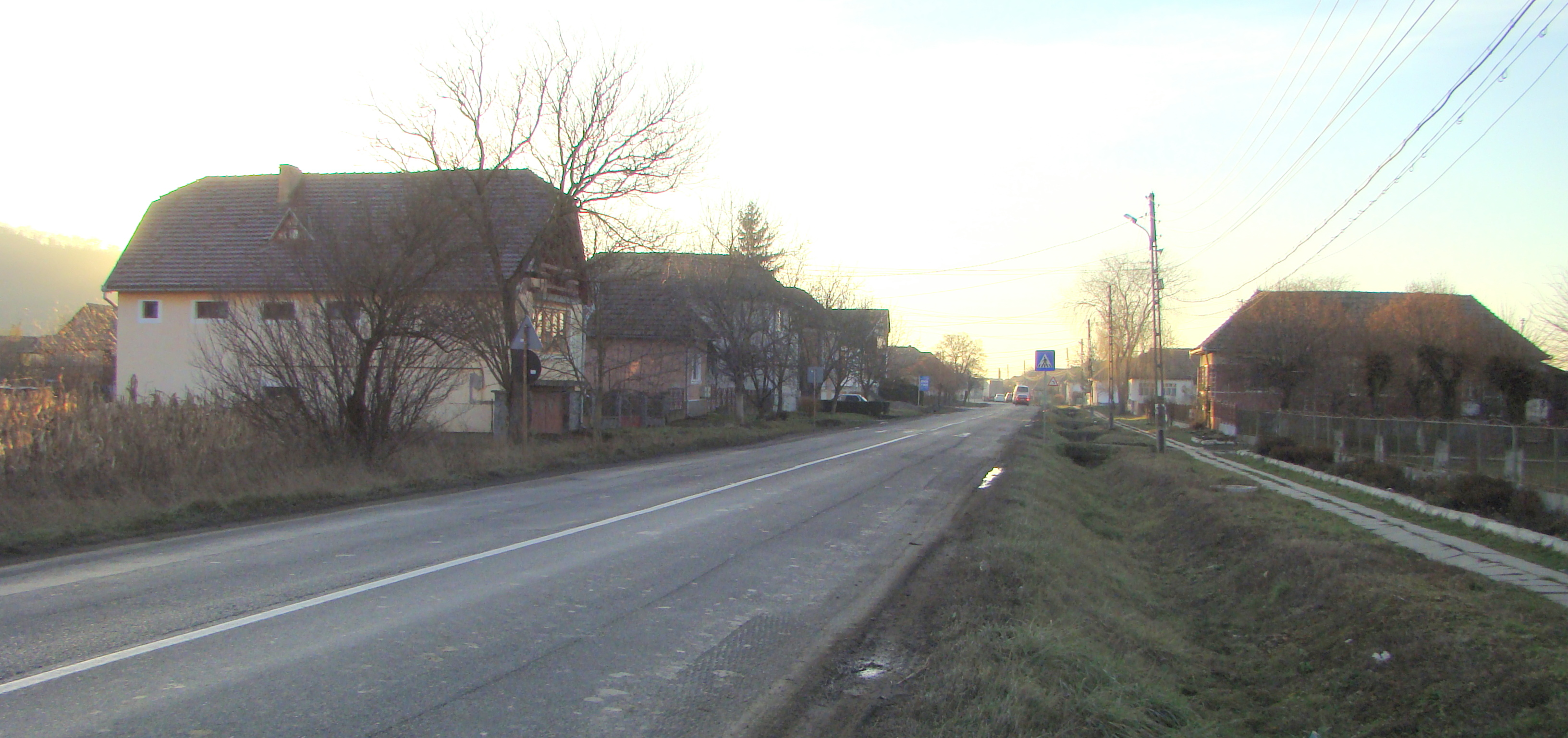
Satul Gheorghe Doja
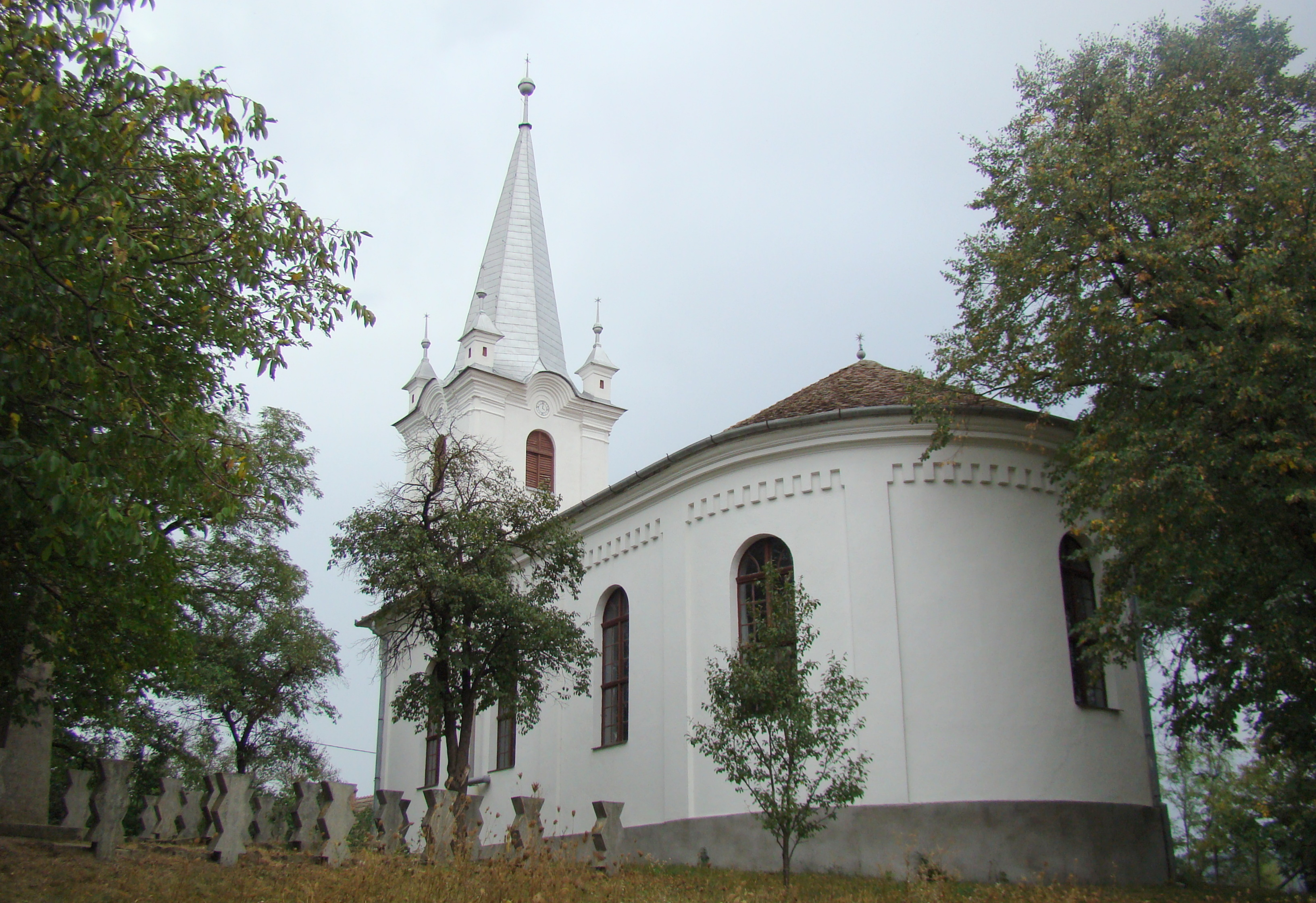
Biserica reformată din satul Leordeni (monument istoric)
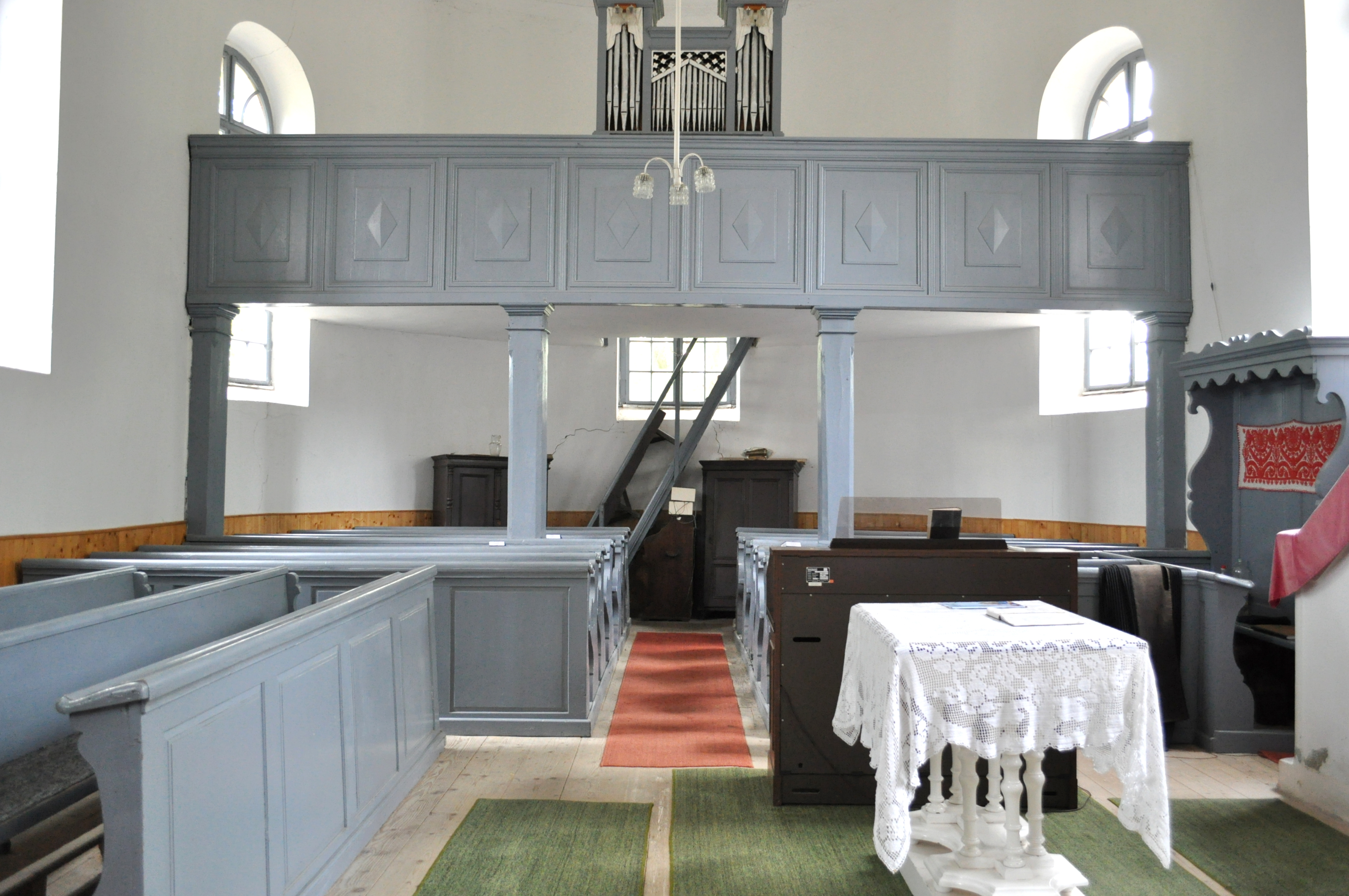
Biserica reformată din satul Leordeni (interiorul)
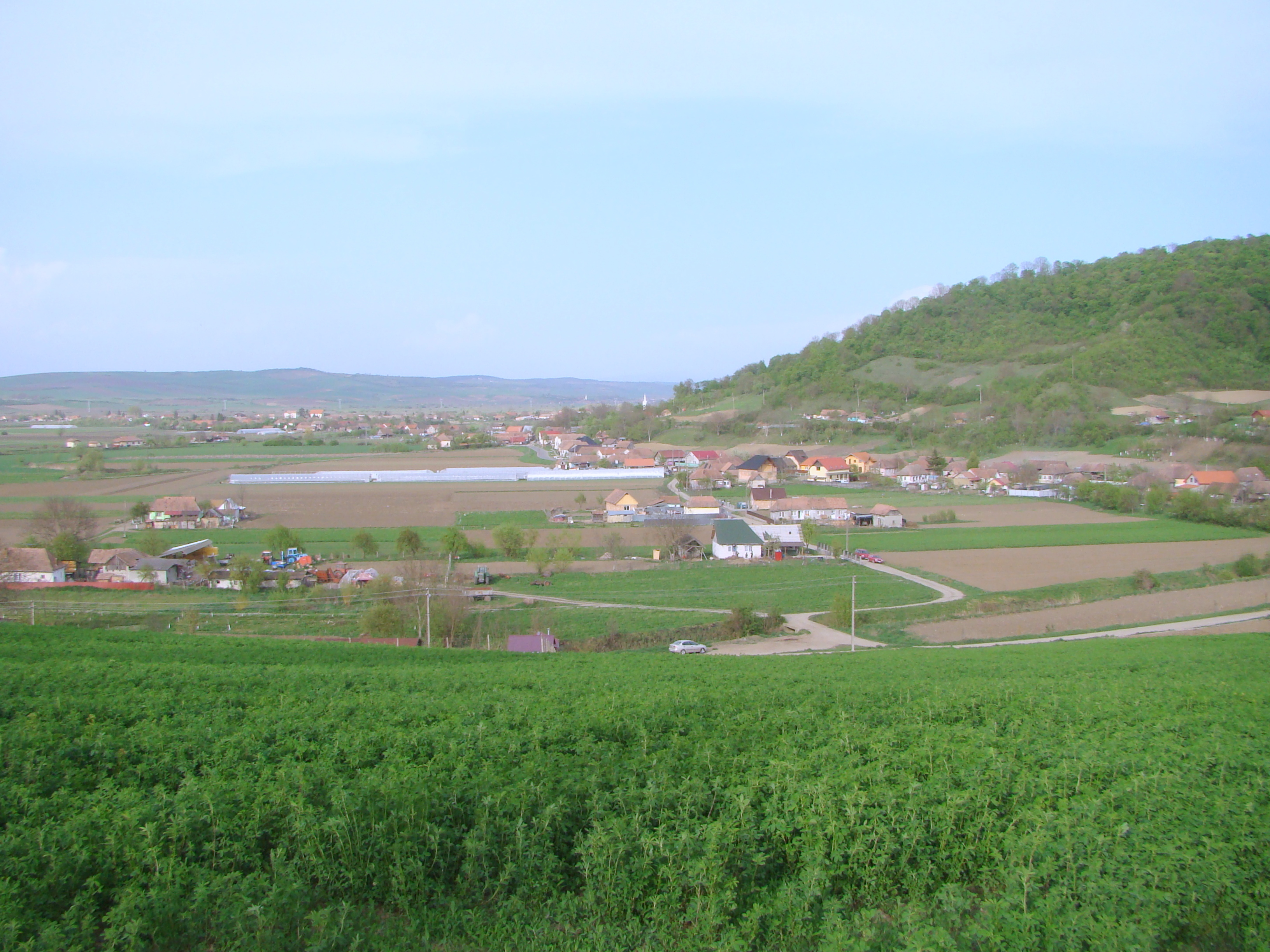
Satul Tirimia
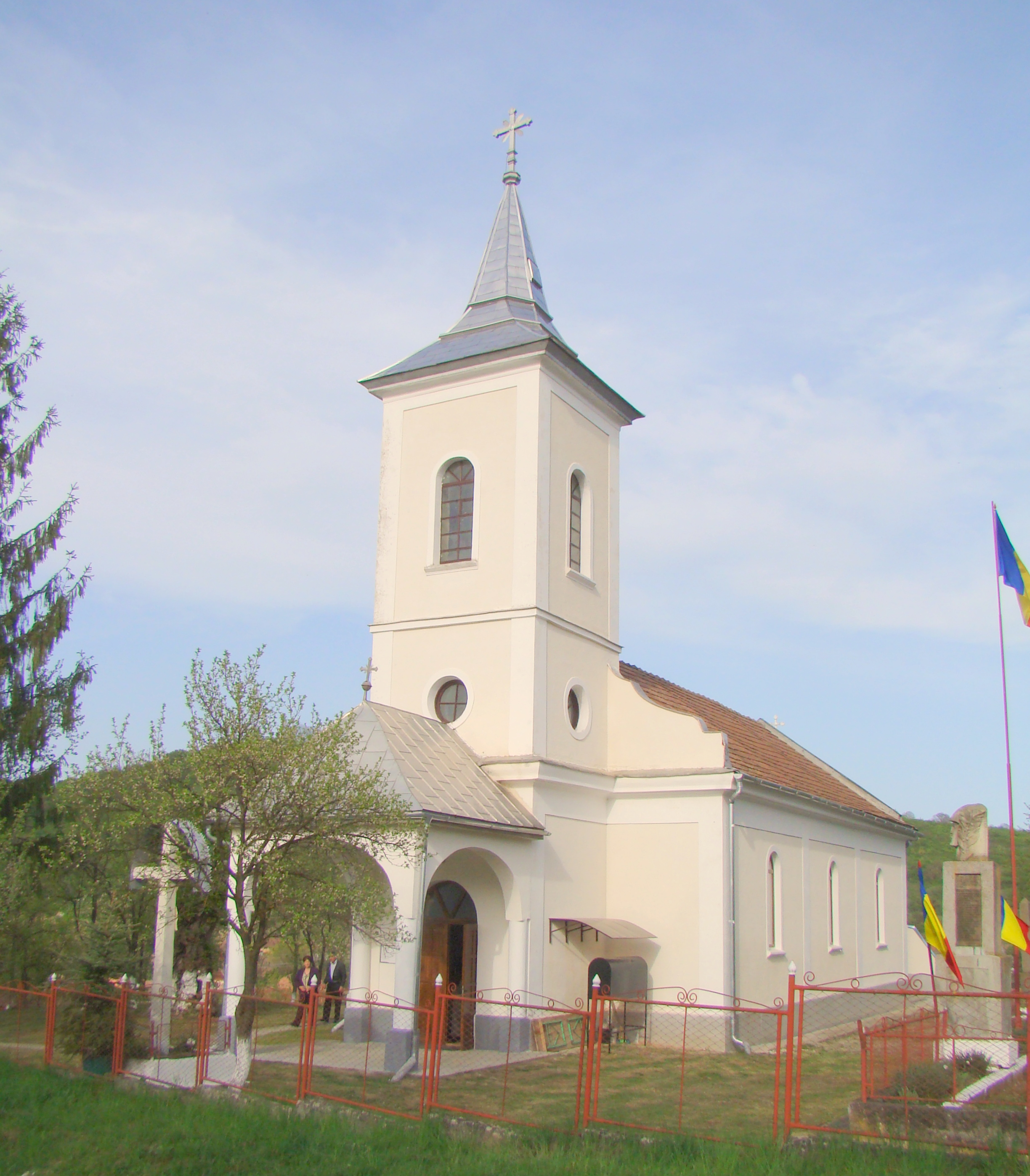
Biserica ortodoxă din satul Tirimia
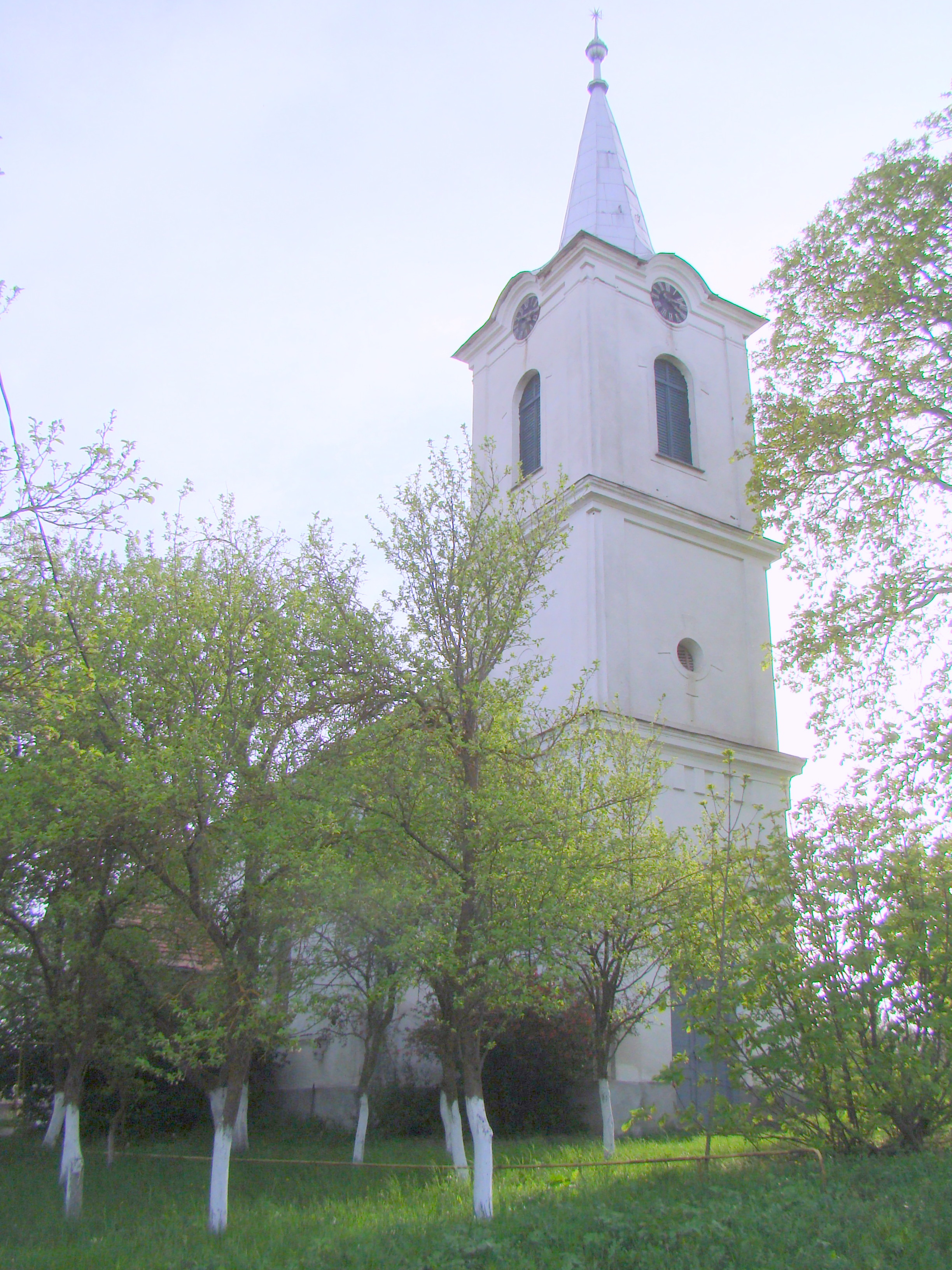
Biserica reformată din satul Tirimia
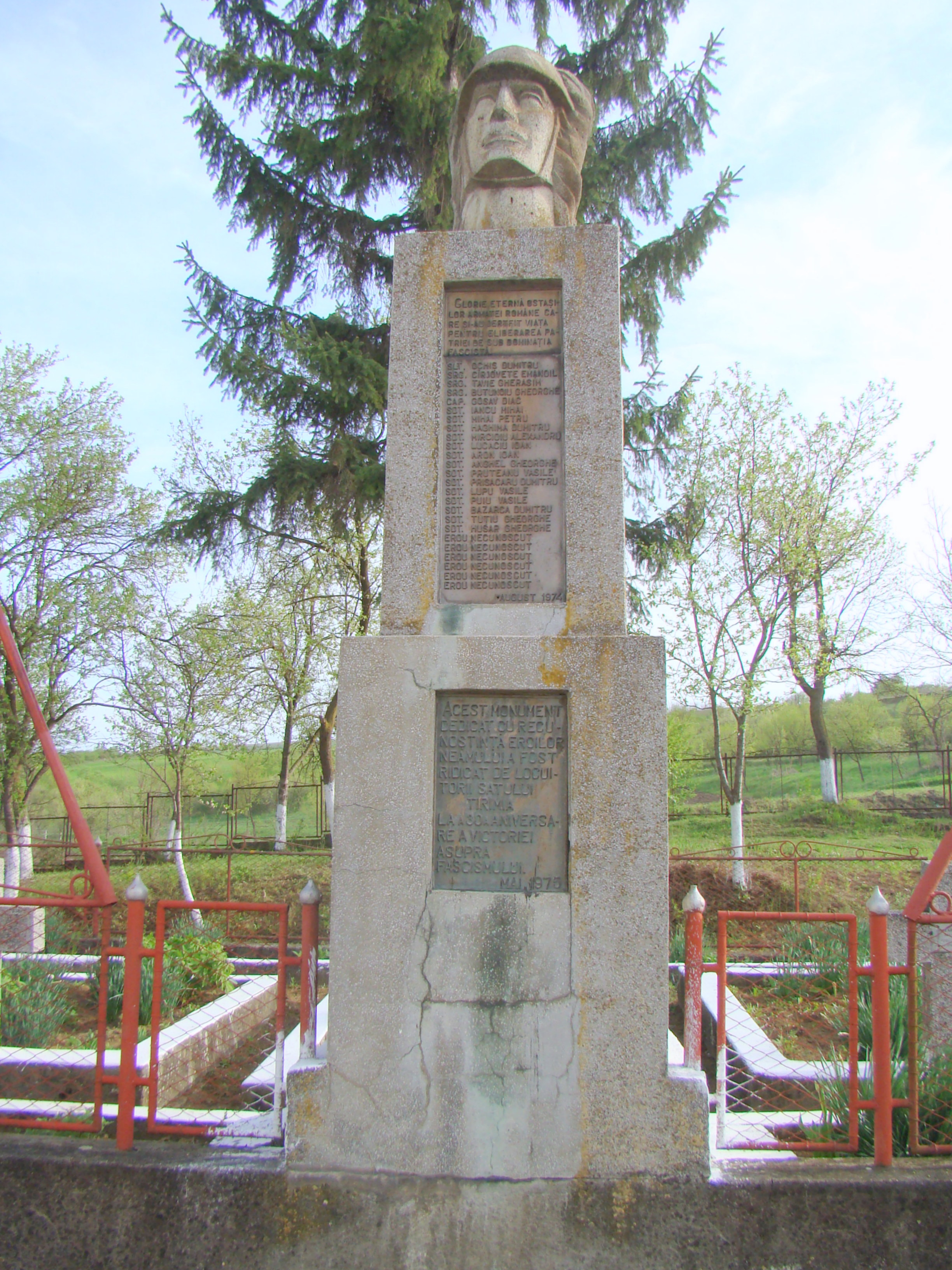
Monumentul eroilor din Tirimia
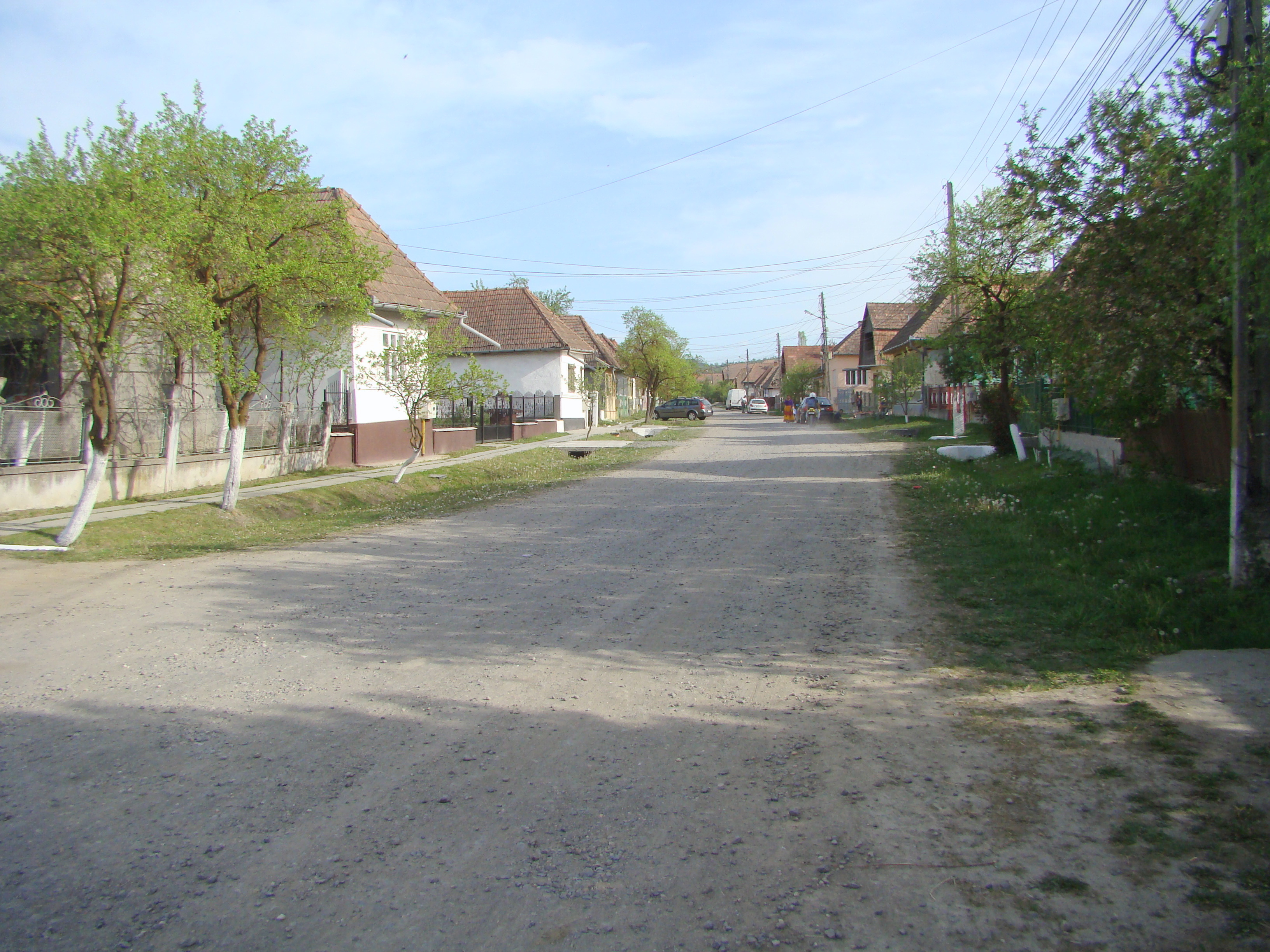
Satu Nou
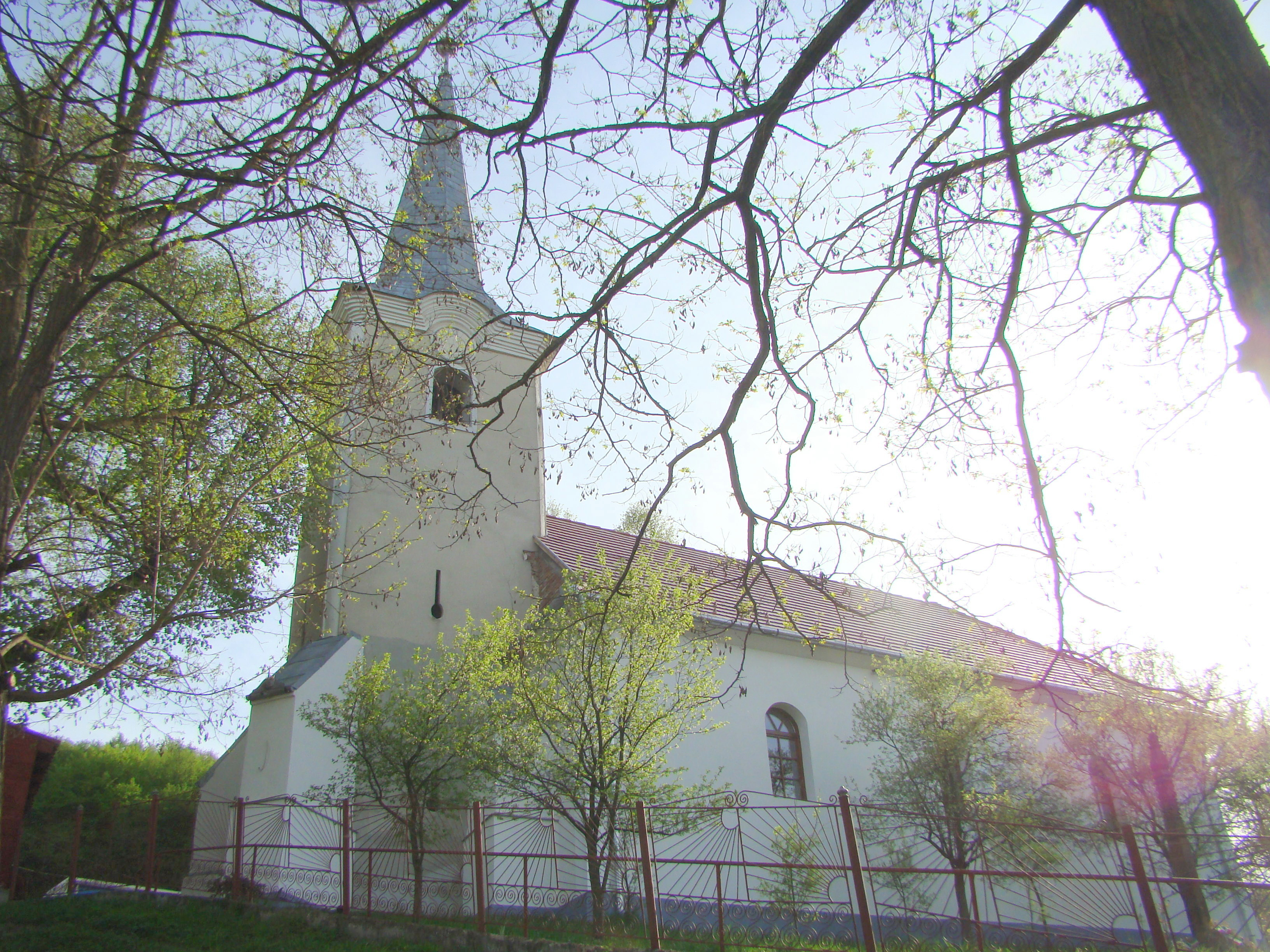
Biserica reformată din Satu Nou
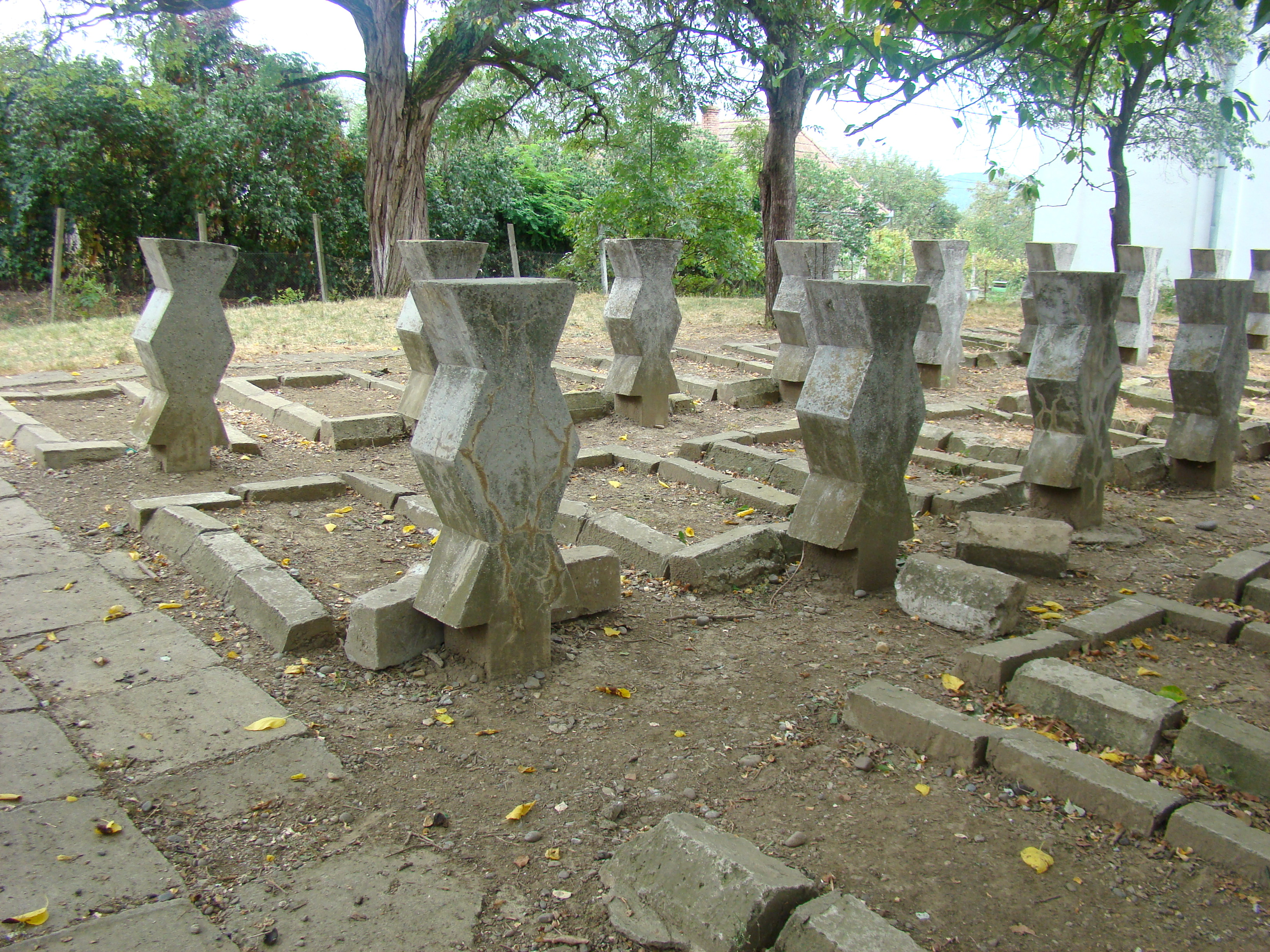
Cimitirul Eroilor Români din Al Doilea Război Mondial din satul Leordeni